# Председник Народне скупштине Републике Србије
Председник Народне скупштине Републике Србије председава Народном скупштином Републике Србије. Тренутна председница Народне скупштине је Ана Брнабић, члан Српске напредне странке.

## Историјат

### Период 1990–2000.
На првим вишестраначким изборима у Србији одржаним 9. децембра 1990. године убедљиво је победила Социјалистичка партија Србије и освојила 194 посланичка места. За председника скупштине изабран је Слободан Унковић а после његовог одласка на место амбасадора у Кину заменио га је на том месту Александар Бакочевић такође из СПС. Владу је формирао Радоман Божовић. После две године, 20. децембра 1992. године, одржани су нови избори на којима је СПС освојио 101 посланичко место и уз помоћ гласова посланика Српске радикалне странке која је освојила 73 мандата за председника парламента изабран је Зоран Лилић, посланик СПС а премијер је постао Никола Шаиновић (СПС). После избора Лилића за председника Савезне Републике Југославије на место председника скупштине Србије дошао је Зоран Аранђеловић (СПС). Ова мањинска влада је била је на власти до краја 1993. године а на новим изборима одржаним 19. децембра 1993. СПС је освојио 123 мандата и у коалицији са Новом демократијом, која је наступала на листи тадашњег ДЕПОС-а и добила 5 мандата, формирана је влада на чијем челу је био Мирко Марјановић. Председник парламента постао је Драган Томић из СПС-а. Ова влада је издржала цео мандат до редовних избора одржаних 21. септембра 1997. године на којим је СПС освојио са ЈУЛ-ом и НД 110 посланичких места. Радикали су добили 82, а СПО 45 мандата. Избори су обележени бојкотом 16 странака већином из касније основаног ДОС-а. Владу су формирале СПС, ЈУЛ и СРС, а на челу владе је остао Марјановић као и Томић на месту председника парламента.

### Период након 2000.
Када је дошло до смене власти 5. октобра 2000. године победом Војислава Коштунице и ДОС-а на савезним изборима, републичка скупштина је формирала прелазну владу у чијем саставу су били подједнако заступљени СПС, СПО и ДОС а привремени премијер је постао Миломир Минић. СРС је одбио да учествује у подели ресора. Потписан је и споразум за одржавање превремених парламентарних за 23. децембар 2000. године на којима је Демократска опозиција Србије освојила 176 посланичких места а за председника Скупштине изабран је Драган Маршићанин из ДСС. Кабинет је саставио председник Демократске странке, Зоран Ђинђић, који је био на челу Владе до атентата 12. марта 2003. године, када га је наследио Зоран Живковић, потпредседник ДС (18. марта 2003). Маршићанин је, када је Демократска странка Србије изашла из ДОС-а и Владе Србије, поднео оставку на своју дужност и заменила га је Наташа Мићић (децембар 2001). У јесен 2003. године, због губитка скупштинске већине и распада ДОС-ове Владе, расписују се превремени избори. На изборима који су одржани 28. децембра те 2003. године Владу су формирали ДСС, Г17+ и коалиција СПО-НС уз мањинску подршку СПС (3. март 2004). По формирању већине са СПС за председника Скупштине изабран је поново Драган Маршићанин из ДСС са задатком да као в. д. председника Републике понуди мандат Војиславу Коштуници у чијем је кабинету он именован за министра привреде па је Скупштином после његове оставке председавао најстарији потпредседник Војислав Михаиловић из СПО, а дан касније за председника је изабран Предраг Марковић из Г17+. После парламентарних избора одржаних у јануару 2007. године и маратонских преговора о формирању скупштинске већине између ДС, ДСС и Г17+ председавајући скупштине била је као најстарији посланик Борка Вучић, изабрана са листе СПС. Пет дана пре рока за формирање владе посланици ДСС-а су пружили подршку Томиславу Николићу (8. мај 2007) за председника парламента који се на том месту задржао само пет дана, када је поднео оставку због новонасталог коалиционог договора између ДСС и ДС. После формирања владе на чијем челу је Војислав Коштуница, за новог председника Скупштине изабран је Оливер Дулић (23. мај 2007).
Након ванредних парламентарних избора, 11. маја 2008. године, формирана је нова скупштинска већина између Демократске странке и СПС-а која је 25. јуна за председник парламента изабрала Славицу Ђукић-Дејановић.

## Уставно одређење
члан 104. Устава Републике Србије донетог 8. новембра 2006.
Народна скупштина РС, већином гласова свих народних посланика, бира Председника Народне скупштине РС и једног или више потпредседника Народне скупштине РС.
Председник Народне скупштине РС представља Народну скупштину, сазива њене седнице, председава њима и врши друге послове одређене Уставом, законом и пословником Народне скупштине РС.

## Председници Народне скупштине Републике Србије
Председници Народне скупштине Републике Србије од 1991. године:
| #     | Портрет        | Име                     | Почетак функције и крај функције | Почетак функције и крај функције | Рок функције       | Политичка партија             | Сазив           | Избори |
| ----- | -------------- | ----------------------- | -------------------------------- | -------------------------------- | ------------------ | ----------------------------- | --------------- | ------ |
| 1     |                | Слободан Унковић        | 11. јануар 1991                  | 5. јун 1991.                     | 145 дана           | Социјалистичка партија Србије | 1. (1990–1992)  | 1990   |
| 2     |                | Александар Бакочевић    | 5. јун 1991.                     | 25. јануар 1993.                 | 1 годину, 234 дана | Социјалистичка партија Србије | 1. (1990–1992)  | 1990   |
| 3     |                | Зоран Лилић             | 25. јануар 1993                  | 29. јун 1993.                    | 155 дана           | Социјалистичка партија Србије | 2. (1992–1993)  | 1992   |
| 4     |                | Зоран Аранђеловић       | 29. јун 1993                     | 24. јануар 1994.                 | 209 дана           | Социјалистичка партија Србије | 2. (1992–1993)  | 1992   |
| 5     |                | Драган Томић            | 1. фебруар 1994                  | 22. јануар 2001.                 | 6 година, 356 дана | Социјалистичка партија Србије | 3. (1993–1997)  | 1993   |
| 5     | 4. (1997–2000) | Драган Томић            | 1. фебруар 1994                  | 22. јануар 2001.                 | 6 година, 356 дана | Социјалистичка партија Србије | 1997            |        |
| 6     |                | Драган Маршићанин       | 22. јануар 2001                  | 6. децембар 2001.                | 318 дана           | Демократска странка Србије    | 5. (2000–03)    | 2000   |
| 7     |                | Наташа Мићић            | 6. децембар 2001                 | 27. јануар 2004.                 | 2 године, 52 дана  | Грађански савез Србије        | 5. (2000–03)    | 2000   |
| 8 (6) |                | Драган Маршићанин       | 4. фебруар 2004                  | 3. март 2004.                    | 28 дана            | Демократска странка Србије    | 6. (2003–07)    | 2003   |
| 9     |                | Предраг Марковић        | 4. март 2004                     | 7. мај 2007.                     | 2 године, 347 дана | Г17 плус                      | 6. (2003–07)    | 2003   |
| 10    |                | Томислав Николић        | 8. мај 2007.                     | 13. мај 2007.                    | 5 дана             | Српска радикална странка      | 7. (2007–08)    | 2007   |
| 11    |                | Оливер Дулић            | 13. мај 2007                     | 25. јун 2008.                    | 1 година, 19 дана  | Демократска странка           | 7. (2007–08)    | 2007   |
| 12    |                | Славица Ђукић Дејановић | 25. јун 2008.                    | 31. мај 2012.                    | 3 године, 341 дан  | Социјалистичка партија Србије | 8. (2008-12)    | 2008   |
| 13    |                | Небојша Стефановић      | 23. јул 2012.                    | 16. април 2014.                  | 1 година, 267 дана | Српска напредна странка       | 9. (2012–14)    | 2012   |
| 14    |                | Маја Гојковић           | 23. април 2014.                  | 3. август 2020.                  | 6 година, 102 дана | Српска напредна странка       | 10. (2014–16)   | 2014   |
| 14    | 11. (2016–20)  | Маја Гојковић           | 23. април 2014.                  | 3. август 2020.                  | 6 година, 102 дана | Српска напредна странка       | 2016            |        |
| 15    |                | Ивица Дачић             | 22. октобар 2020.                | 1. август 2022.                  | 1 година, 253 дана | Социјалистичка партија Србије | 12. (2020–22)   | 2020   |
| 16    |                | Владимир Орлић          | 2. август 2022.                  | 6. фебруар 2024.                 | 1 година, 188 дана | Српска напредна странка       | 13. (2022–24)   | 2022   |
| 17    |                | Ана Брнабић             | 20. март 2024.                   | Тренутно                         | 1 година, 128 дана | Српска напредна странка       | 14. (2024–трен) | 2023   |

## Најстарији народни посланици по сазиву
Према традицији, првим заседањем народне скупштине председава најстарији народни посланик у сазиву. Испод је табеларни приказ тих посланика.
| Година | Име (Рођен-Умро)                | Портрет | Политичка партија | Политичка партија                    |
| ------ | ------------------------------- | ------- | ----------------- | ------------------------------------ |
| 2001   | Захарије Трнавчевић (1926–2016) |         |                   | Демократска странка                  |
| 2004   | Велимир Симоновић (1928–2016)   |         |                   | Демократска странка Србије           |
| 2007   | Борка Вучић (1926–2009)         |         |                   | Социјалистичка партија Србије        |
| 2008   | Јован Кркобабић (1930–2014)     |         |                   | Партија уједињених пензионера Србије |
| 2012   | Захарије Трнавчевић (1926–2016) |         |                   | Богата Србија                        |
| 2014   | Милан Кораћ (1929–2015)         |         |                   | Партија уједињених пензионера Србије |
| 2016   | Драгољуб Мићуновић (рођен 1930) |         |                   | Демократска странка                  |
| 2020   | Смиља Тишма (рођена 1929)       |         |                   | Социјалистичка партија Србије        |
| 2022   | Владета Јанковић (рођен 1940)   |         |                   | Народна странка                      |
| 2024   | Стојан Раденовић (рођен 1948)   |         |                   | независан                            |